# Marvin le Martien
Pour les articles homonymes, voir Marvin.
Marvin le Martien (Marvin the Martian en version originale) est un personnage de la série des Looney Tunes. C'est un Martien de petite taille, créé en 1948. Il se démarque de Sam le pirate, un autre antagoniste du même univers, par son calme, son intelligence et sa grande dangerosité.

## Origine et description du personnage
Chuck Jones trouvait que le principal adversaire de Bugs Bunny, Sam le pirate, était bruyant et violent mais finalement peu dangereux. Il a donc créé un personnage totalement différent, calme, s'exprimant de manière pondérée tout en s'avérant particulièrement redoutable (il est en effet capable de détruire la Terre) : Marvin le Martien.
Comme son nom complet l'indique, Marvin vient de la planète Mars, même si on peut le trouver ailleurs (dans des stations spatiales qui lui servent de maison, par exemple). Physiquement, c'est un petit humanoïde à la tête sphérique et totalement noire avec juste deux yeux visibles (ni bouche, ni nez). Les animateurs ne pouvant donc pas compter sur la bouche pour véhiculer les émotions du personnage, ils compensent en les exprimant à travers les mouvements de son corps. Chuck Jones a dessiné la tête de Marvin comme celle d'une fourmi, insecte qui d'après lui se veut effrayant. Son nom d'origine était d'ailleurs « Antwerp », que l'on pourrait traduire par « Fourmi-Idiote ».
Il est habillé d'un costume rouge parodiant les tenues militaires romaines (ce qui s'explique puisque Mars est le dieu romain de la guerre), avec un casque à cimier et une jupette verte, mais celle-ci est relevée pratiquement à l'horizontale, comme un tutu « plateau ». Contrastant avec ce costume, Marvin porte une paire de baskets blanches. 

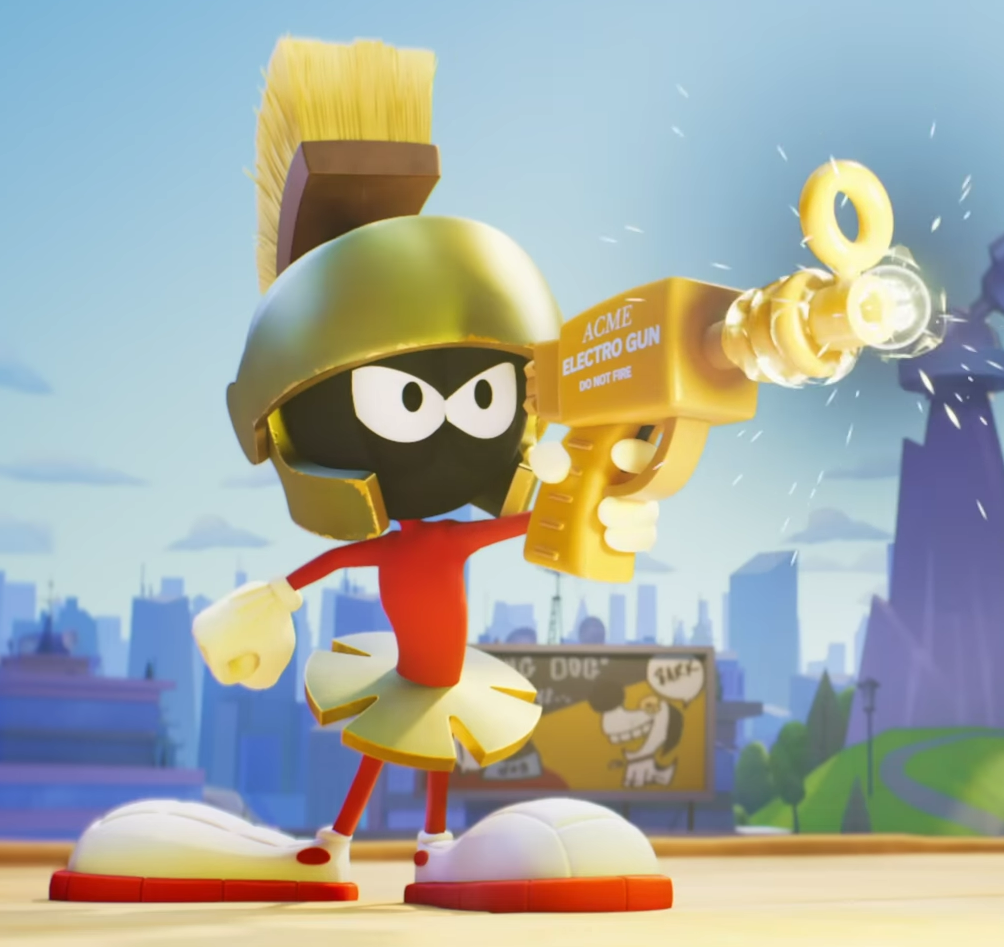
Marvin a comme arme de poing un pistolet désintégrateur.

Il est parfois accompagné d'un chien vert pourvu d'un casque nommé K-9. Il utilise des graines qui, lorsqu'elles sont mouillées, donnent le jour à des créatures ressemblant à des hommes-oiseaux et obéissant totalement aux ordres de leur « maître ».
Marvin affronte également parfois Daffy Duck lorsque celui-ci revêt les habits de Duck Dodgers. Dans la série du même nom, Marvin est devenu commandant de l'armée martienne sous le nom de X-2, au service de la reine de Mars. On y apprend également qu'il appelle et écrit à sa mère plusieurs fois par jour, mais aussi qu'il a le vertige, à cause de son père qui l'avait « balancé par-dessus une balustrade pour faire rire les paparazzis » (saison 2, épisode 6). Il fait preuve de sensibilité et d'émotivité (par exemple, il pleure dans plusieurs épisodes).
Il est secrètement amoureux de la reine de Mars, mais elle n'a d'yeux que pour Dodgers. Quelques épisodes reprennent ce triangle amoureux dans les saisons 1 et 2. Finalement, dans le 13e épisode de la saison 2, les deux Martiens se fiancent, après que la reine a appris les sentiments de son fidèle commandant, au cours d'un coup d'État mené par le Général Z-9, ministre martien de la Défense.

## Utilisation dans la conquête spatiale

Marvin, mascotte et symbole de la mission du rover Spirit.

La NASA a choisi de faire figurer Marvin comme mascotte sur le logo de la mission martienne Spirit en 2003. C'est lui, avec Duck Dodgers, qui illustre le programme spatial des rovers de la NASA pour la planète Mars (dont les logos). Sa figurine et le logo de la NASA apparaissent à de multiples reprises dans le film Gravity, intrinsèquement lié à cette utilisation.